# Teuchophorus spinigerellus
Teuchophorus spinigerellus är en tvåvingeart som först beskrevs av Zetterstedt 1843.  Teuchophorus spinigerellus ingår i släktet Teuchophorus och familjen styltflugor. Arten är reproducerande i Sverige. Inga underarter finns listade i Catalogue of Life.